# Eskil Hellner
Eskil Hellner, född 21 maj 1922 i Berlin, död 21 september 2012 i Stockholm, var en svensk jurist.
Eskil Hellner avlade juris kandidatexamen vid Stockholms högskola 1947. Efter tingstjänstgöring 1947–1949 blev han fiskal i Svea hovrätt 1950. Han var notarie med sekreterargöromål i konstitutionsutskottet 1951, tjänstgjorde hos Justitiekanslern 1951–1952 och Nås och Malungs domsaga 1952–1953. Hellner var sekreterare i arbetsdomstolen 1953–1955, och återvände därefter till Svea hovrätt där han blev assessor 1957 och hovrättsråd 1966. Han var notarie med sekreterargöromål i 1:a lagutskottet 1958 och blev sakkunnig i inrikesdepartementet 1959. Han var lagbyråchef i inrikesdepartementet 1960–1963, expeditionschef i kommunikationsdepartementet 1965–1971 och hovrättslagman i Svea hovrätt 1971–1972. Han var regeringsråd 1972–1989.